# Câmara municipal (Portugal)

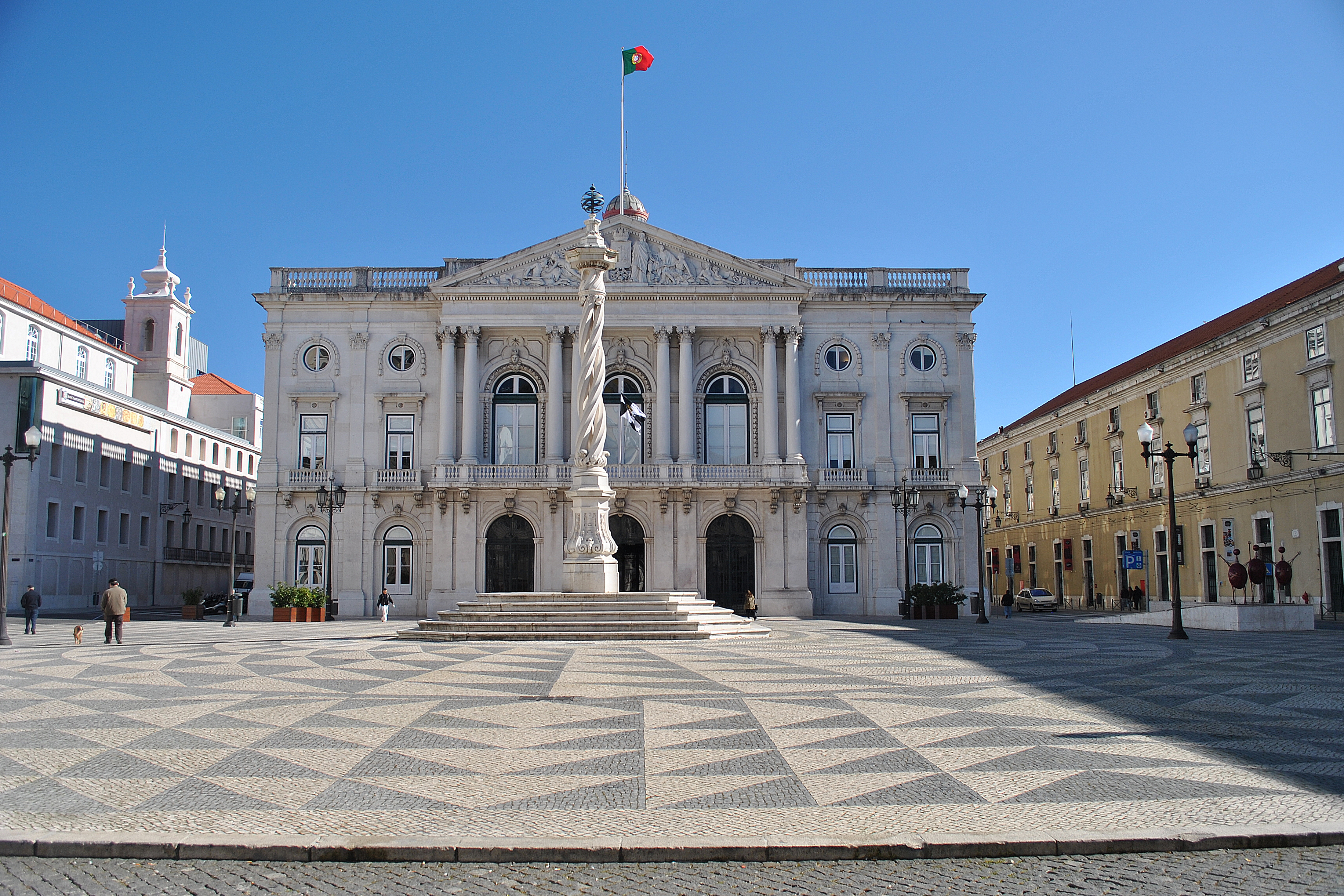
Sede da Câmara Municipal de Lisboa.

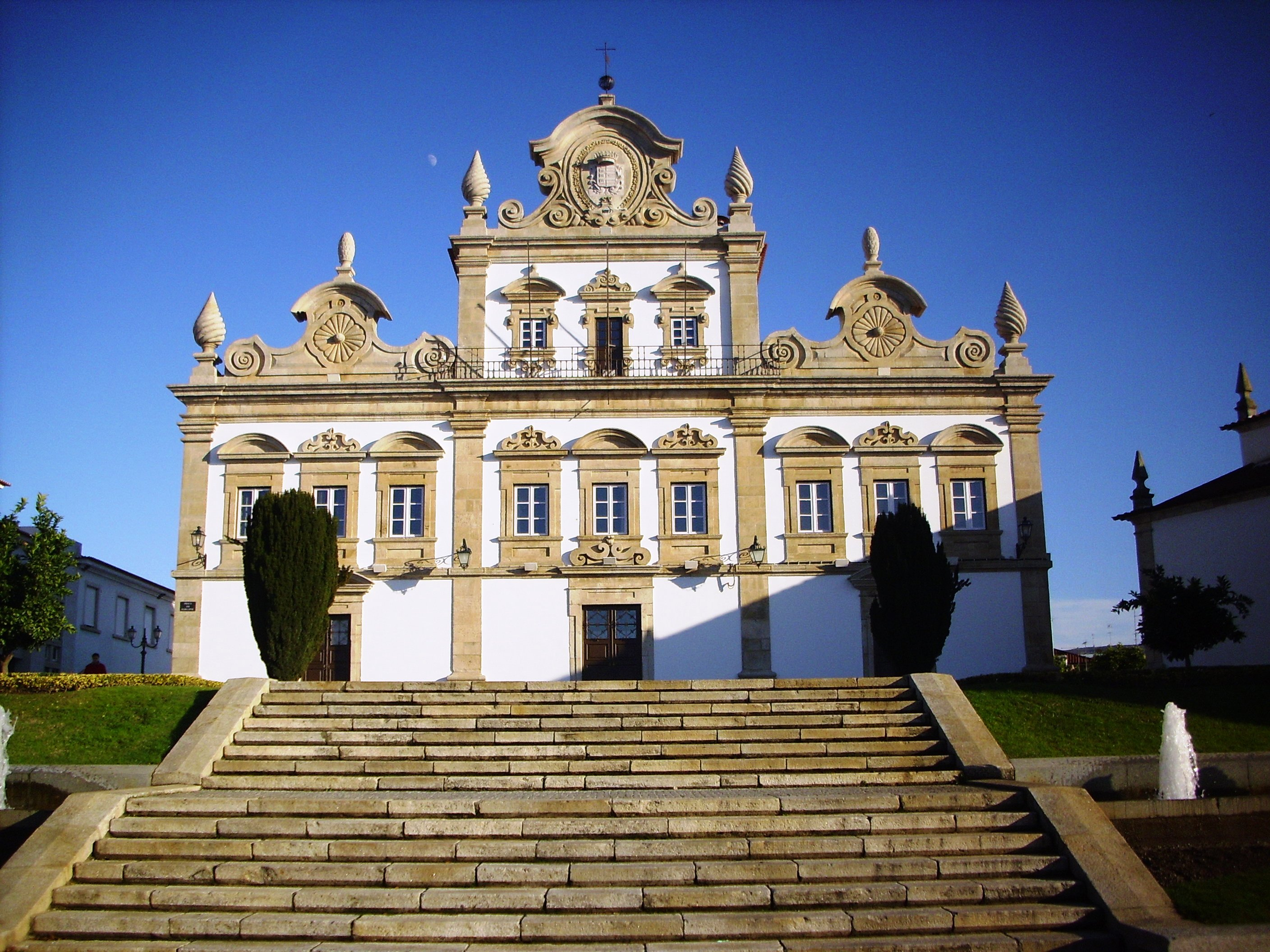
Sede da Câmara Municipal de Mirandela.

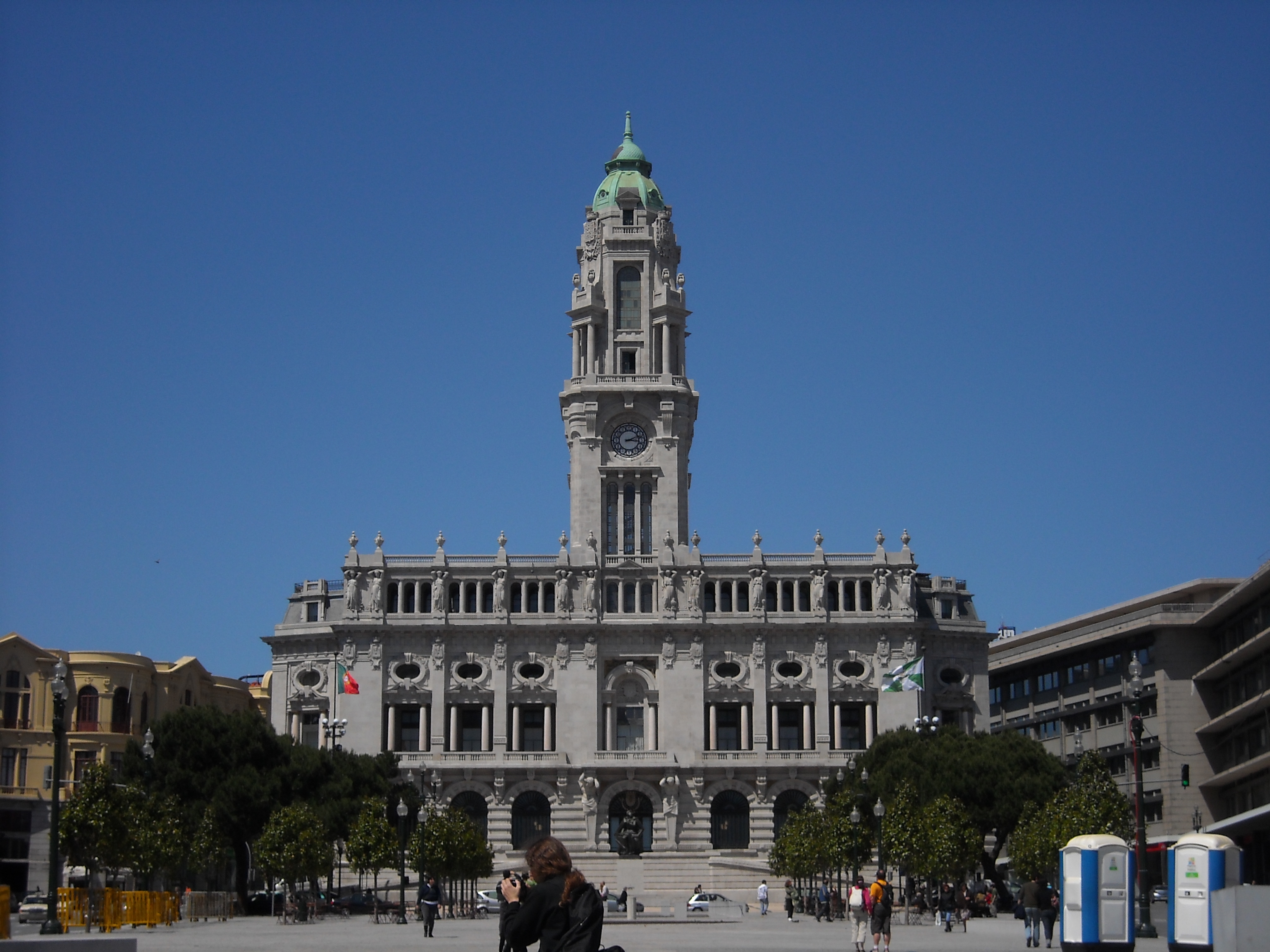
Sede da Câmara Municipal do Porto.

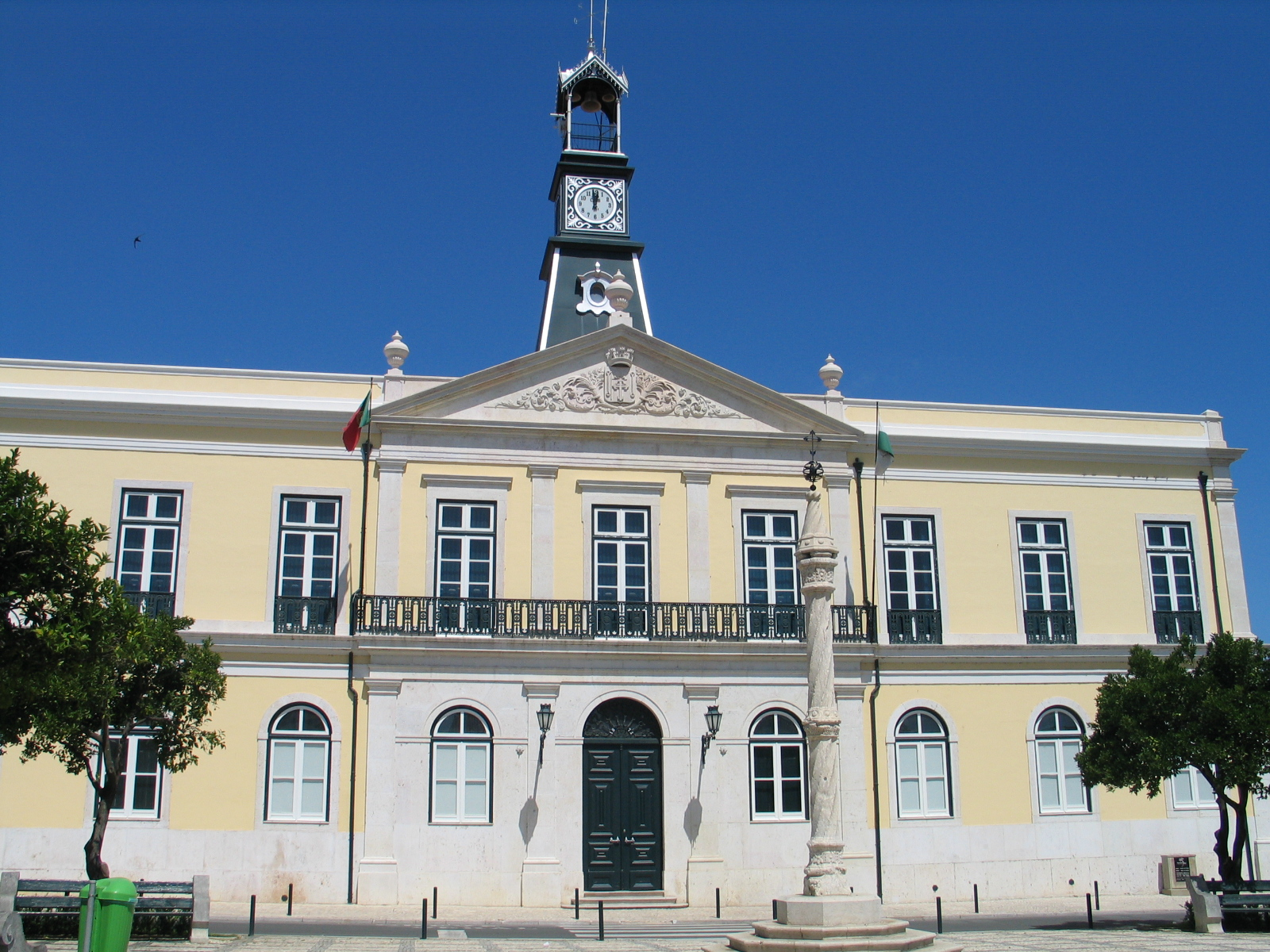
Sede da Câmara Municipal de Benavente.

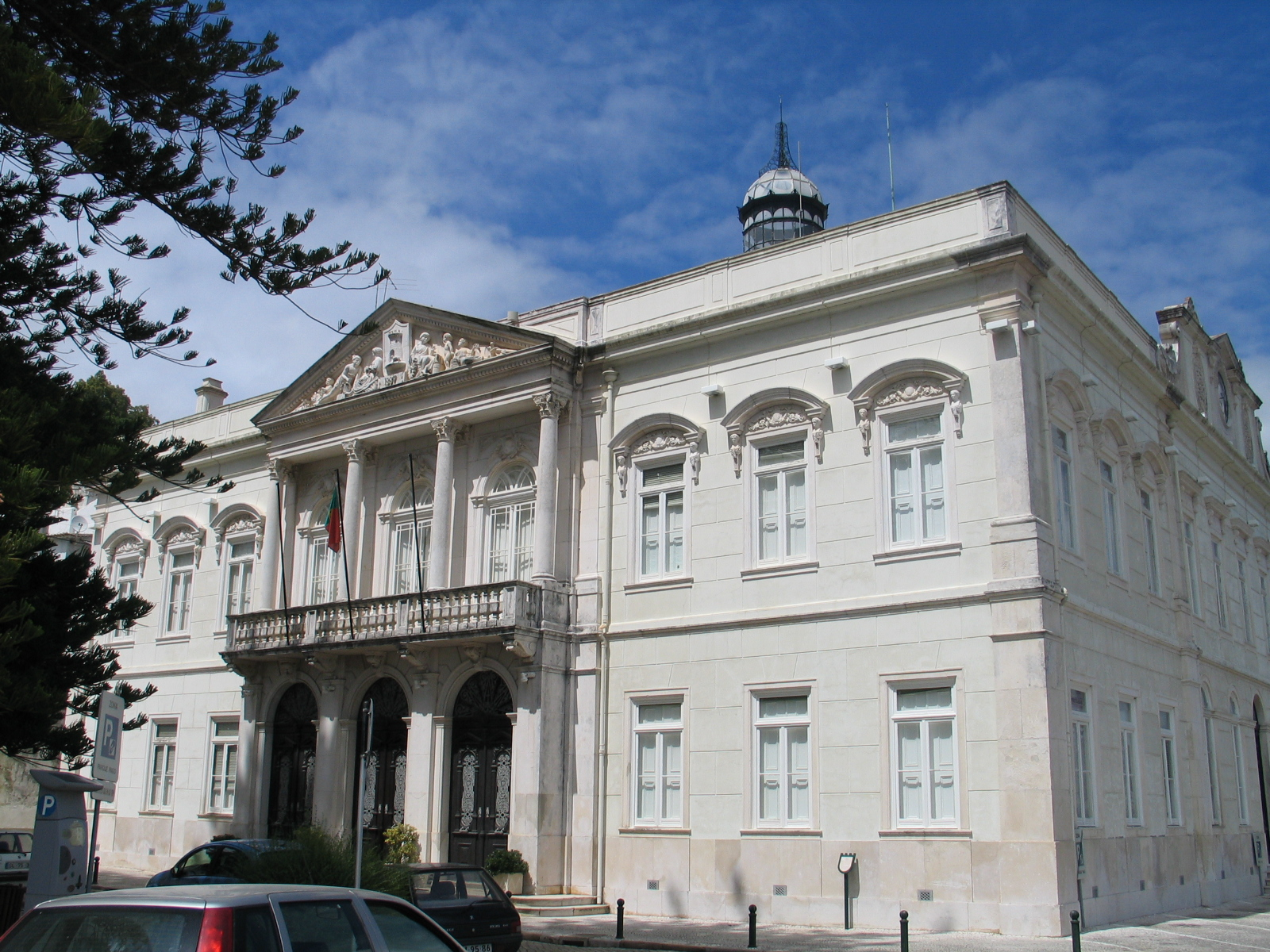
Sede da Câmara Municipal de Alenquer.

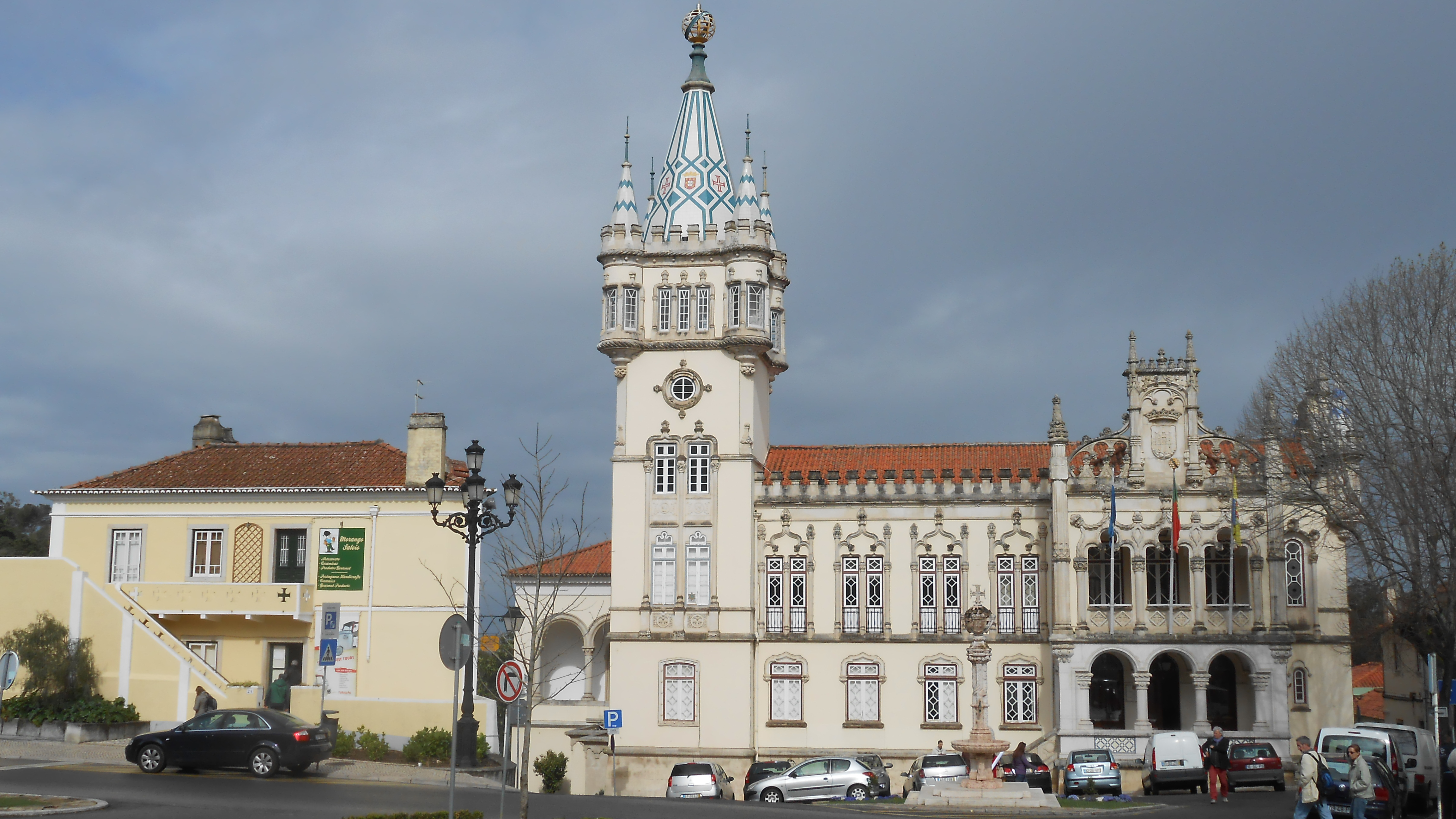
Sede da Câmara Municipal de Sintra.

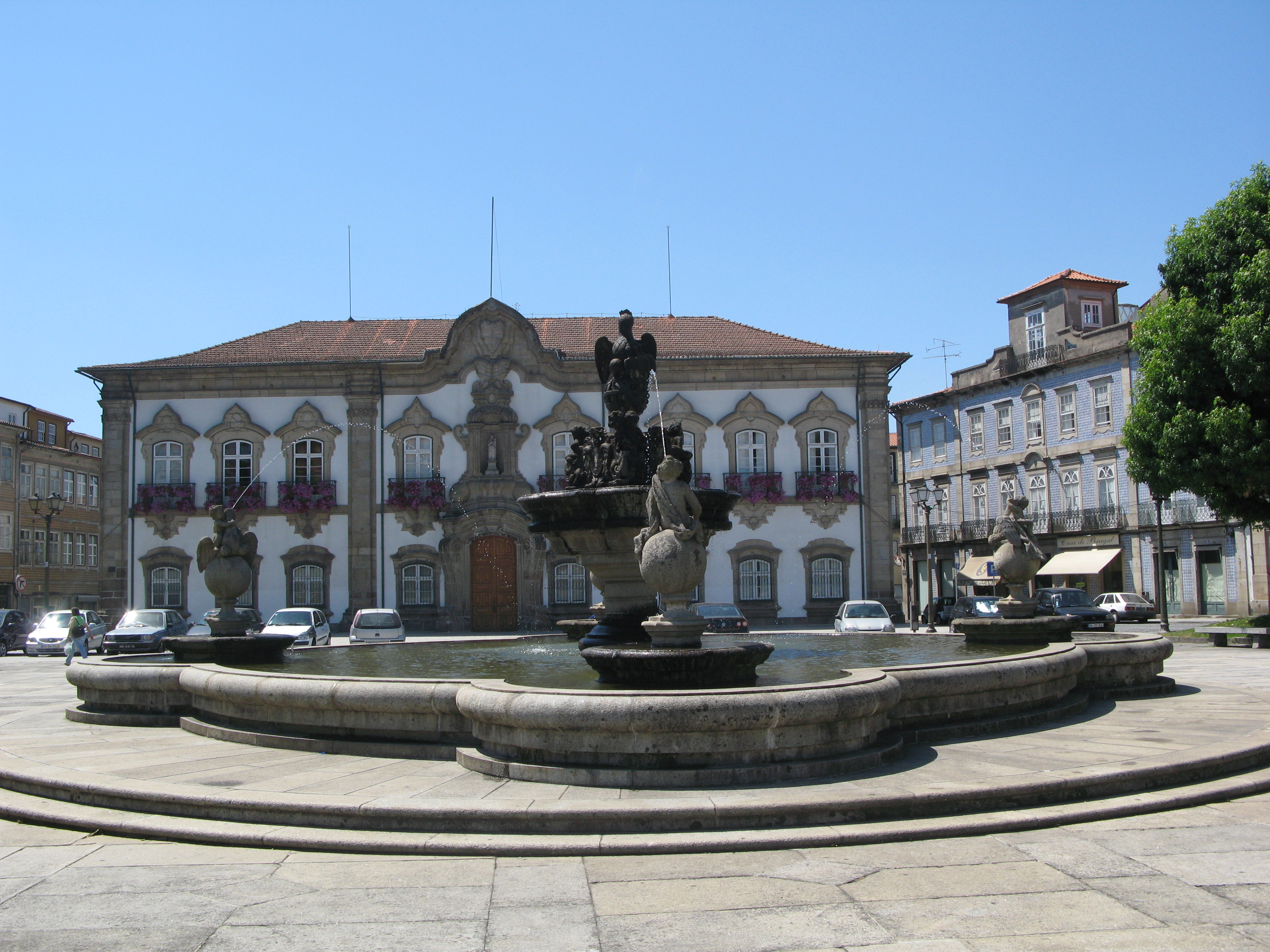
Sede da Câmara Municipal de Braga.

A câmara municipal constitui, em sentido restrito o órgão executivo colegial de cada um dos municípios de Portugal e em sentido lato o conjunto dos departamentos e serviços da administração municipal. Por extensão, o termo "câmara municipal" é também usado frequentemente para designar o edifício sede de um município, como alternativa à designação tradicional ainda utilizada de paços do concelho.
Como órgão executivo do município, a câmara municipal é o seu governo. É um órgão colegial, composto por um presidente, por um vice-presidente e por vereadores, a que são, ou não, atribuídos pelouros. Torna-se presidente da câmara municipal a pessoa que encabeça a lista mais votada para a câmara nas eleições autárquicas. Em geral, os vereadores com pelouros (ou seja aqueles que trabalham, a tempo inteiro ou a meio tempo, na gestão do município) são os restantes membros eleitos dessa lista. Os vereadores sem pelouro costumam ser os elementos da câmara eleitos pelas listas minoritárias, geralmente constituindo-se como oposição. A equipa governativa composta pelo presidente da câmara e pelos vereadores também é referida como "executivo municipal" ou como "vereação".

## História
As administrações locais eleitas são anteriores à própria fundação do Reino de Portugal. Na Idade Média, os homens bons de uma cidade, vila ou concelho elegiam um conjunto de oficiais, encarregues de administrar a localidade. Como, geralmente, esses oficiais se reuniam numa câmara, por extensão, passou a chamar-se "câmara" ao próprio órgão de administração local ali reunido. A partir do Renascimento, as câmaras de algumas cidades mais importantes passaram a ser conhecidas como ou "senado da câmara" ou simplesmente "senado".
As câmaras eram instituídas nos locais com estatuto de vila e podiam ser estabelecidas por decreto real ou a partir de petição dos moradores locais ao rei. Em Portugal, a municipalização do espaço político data dos séculos XII e XIII, com a penetração do modelo islâmico de organização dos quadros administrativos municipais. Nos séculos seguintes, após a reconquista cristã do território, a Coroa passou a supervisionar a justiça exercida pelos poderes locais, em uma tentativa de impor leis gerais sobre os costumes e padronizar o modelo de unidade administrativa e judicial de primeira instância. Assim, uma série de oficiais periféricos da administração real, ligada ao centro por relações hierárquicas, foi criada para exercer o controle sobre a administração local.
A organização e a composição da câmara de cada cidade, vila ou concelho era normalmente estabelecida pelo respetivo foral, variando de localidade para localidade. De acordo com as Ordenações Afonsinas, estava prevista a existência de juízes ordinários — que presidiam à câmara —, de vereadores — responsáveis pela gestão dos assuntos económicos — e de um procurador do concelho — que normalmente também servia de tesoureiro. Nas cidades e vilas mais importantes, em vez de juízes ordinários, passou a haver um juiz de fora nomeado pela Coroa. Além dos membros da câmara, propriamente ditos, dependentes dela existiam um conjunto de funcionários locais, como os almotacés - fiscais da câmara —, os carcereiros, os tabeliães, os escrivães, os porteiros — responsáveis pelas penhoras — e os quadrilheiros.
A partir de 1532, no contexto da primeira expedição colonizadora portuguesa, comandada por Martim Afonso de Sousa, constituindo-se câmaras municipais, ao longo do período colonial, como base local da administração lusa e reunindo competências das esferas administrativa, judiciária, fazendária e policial. A câmara mais antiga a ser instalada, no Brasil, foi a da vila de São Vicente.
Segundo as Ordenações Filipinas, de 1603, as câmaras seriam formadas por meio de eleições realizadas a cada três anos, e somente os considerados ‘homens bons’ poderiam ser eleitores e elegíveis.
A implementação do regime constitucional e as reformas administrativas de Mouzinho da Silveira levam, em 1832, à homogeneização da administração local do país. A partir de então, as câmaras municipais passam ter uma organização única a nível nacional, sendo constituídas por um presidente e por vários vereadores.
De acordo com a Lei n.º 88, de 7 de agosto de 1913, as câmaras municipais passam a ser subdivididas em dois órgãos separados: o senado municipal e a comissão executiva. O senado constituía o órgão deliberativo municipal, sendo constituído por vereadores eleitos diretamente. A comissão executiva constituía o órgão executivo municipal, sendo constituída por vereadores eleitos pelo senado, de entre os seus membros.
O Código Administrativo de 1936, transforma as câmaras municipais em órgãos meramente executivos, sendo criado um segundo órgão, o conselho municipal com a função deliberativa. A excepção eram as câmaras municipais de Lisboa e Porto que continuavam a manter funções deliberativas, uma vez que aqueles concelhos não tinham conselhos municipais.
A Constituição da República Portuguesa de 1976, mantém as câmaras municipais (inclusive as de Lisboa e Porto) como órgãos executivos dos municípios, passando o órgão deliberativo a ser a assembleia municipal.

## Órgãos equivalentes em outros territórios

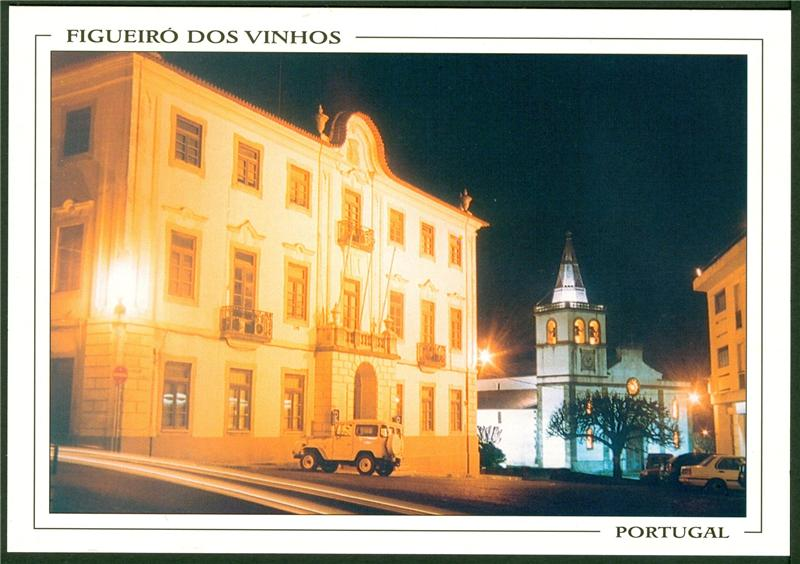
Sede da Câmara Municipal de Figueiró dos Vinhos

| Ajuntament o batllia              | Catalunha, Baleares e Comunidade Valenciana   |
| Alcaldía                          | Colômbia                                      |
| Ayuntamiento                      | Espanha e México                              |
| Câmara distrital                  | São Tomé e Príncipe                           |
| Câmara municipal                  | Cabo Verde, Guiné-Bissau e Timor-Leste        |
| City council                      | Estados Unidos e Canadá                       |
| Collège communal o Hôtel de ville | Bélgica                                       |
| Concello                          | Galiza                                        |
| Conselho municipal                | Moçambique                                    |
| Gemeenteraad                      | Países Baixos                                 |
| Giunta comunale                   | Itália e Suíça de língua italiana             |
| Intendencia                       | Argentina                                     |
| Kommunalbestyrelse                | Dinamarca                                     |
| Kommunestyre                      | Noruega                                       |
| Kommunstyrelse                    | Suécia                                        |
| Local council                     | Reino Unido, Austrália e Nova Zelândia        |
| Mairie                            | França, Suíça francófona, Quebec e Luxemburgo |
| Municipalidad                     | Chile e Costa Rica                            |
| Prefeitura                        | Brasil                                        |
| Rada gminy                        | Polónia                                       |
| Stadtrat                          | Alemanha, Áustria e Suíça de língua alemã     |
| Udala                             | País Basco                                    |
| Zastupitelstvo obce               | República Checa                               |